# Gerd Müller-Motzfeld

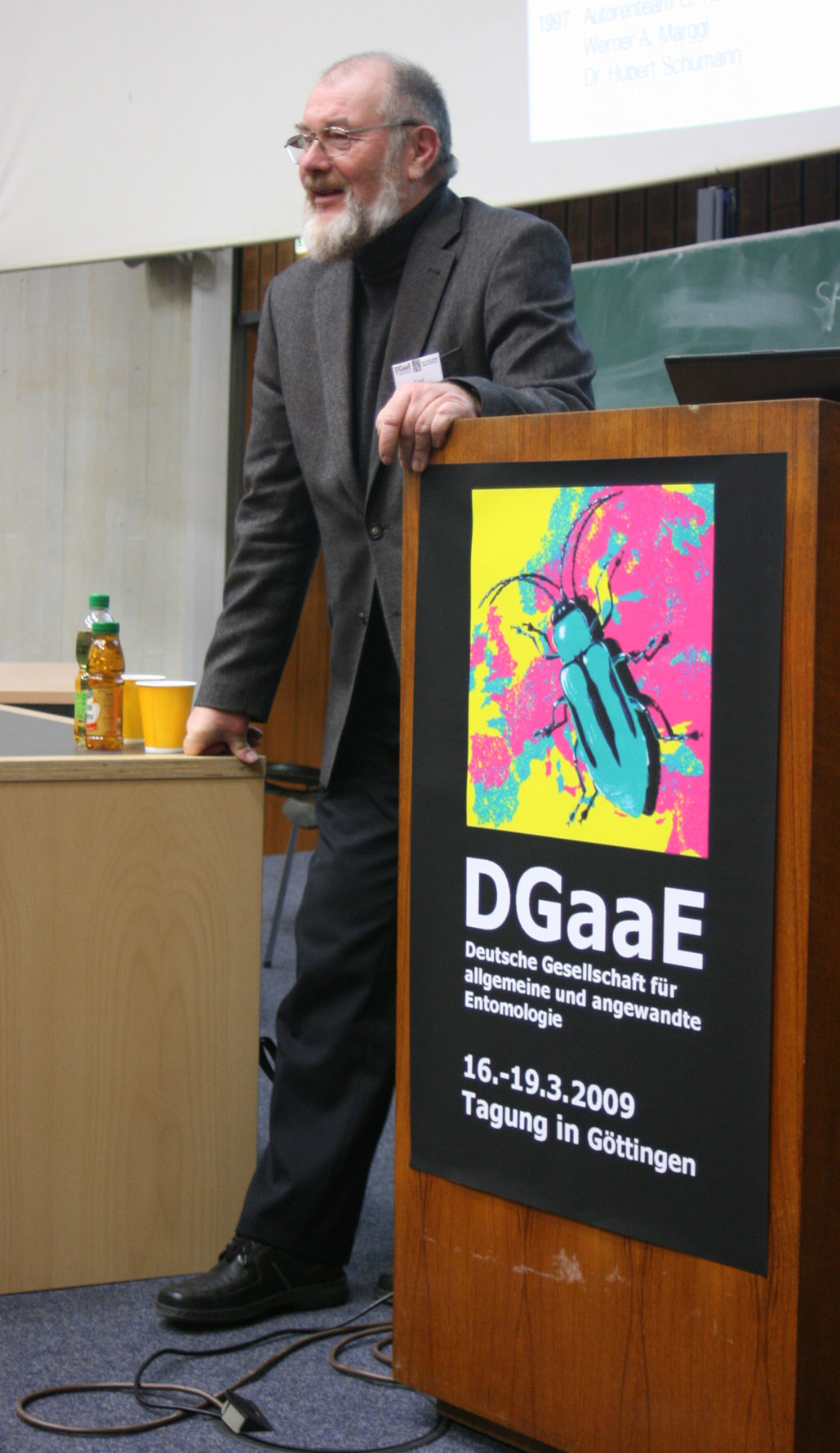
Gerd Müller-Motzfeld 2009 in Göttingen bei der Dankesrede zur Verleihung der Meigen-Medaille

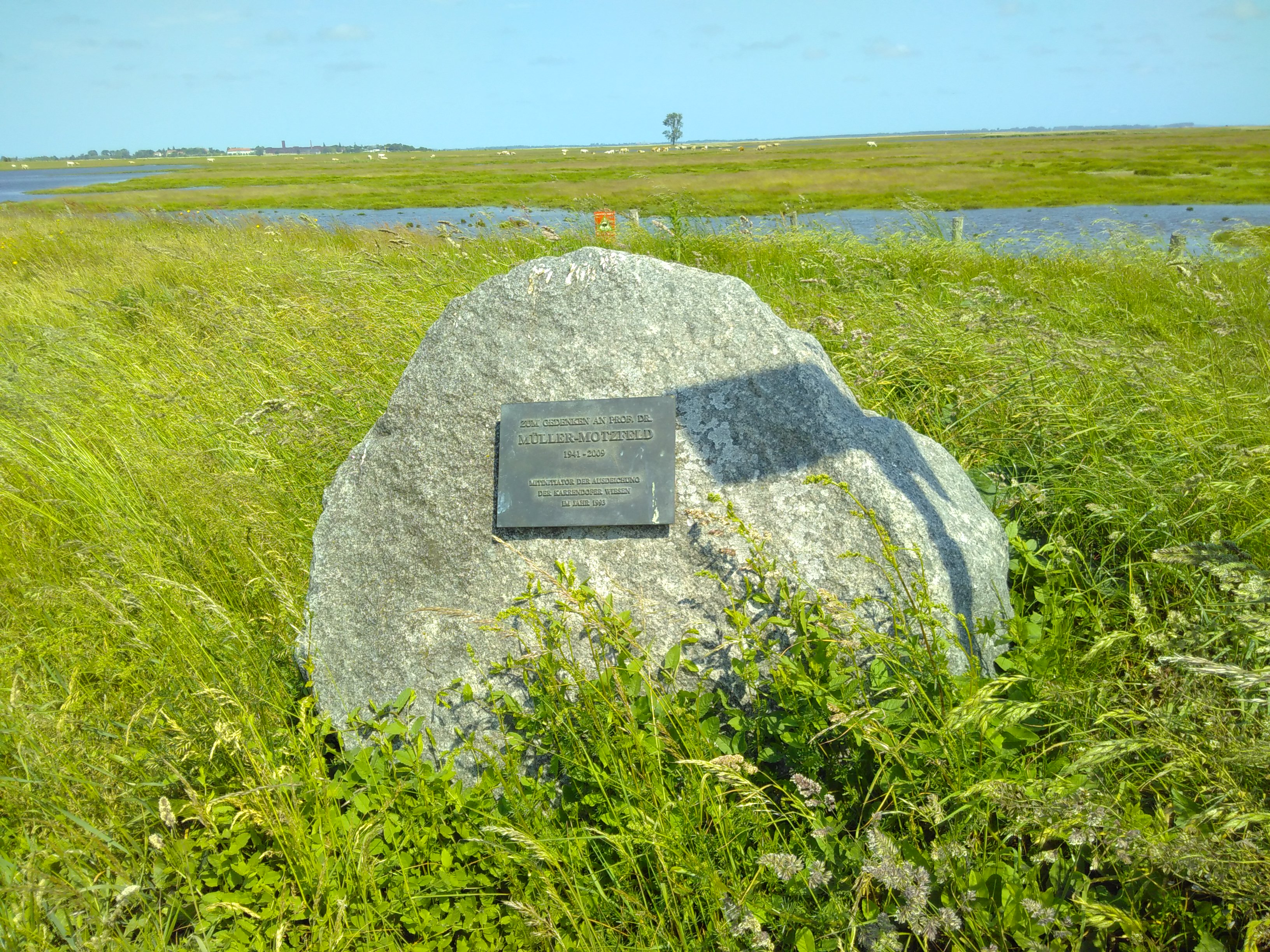
Gedenkstein für Gerd Müller-Motzfeld in den Karrendorfer Wiesen bei Greifswald

Werner Gerd Müller-Motzfeld (* 19. Juli 1941 in Meißen; † 24. Juli 2009 in Kirgisistan) war ein deutscher Entomologe, Ökologe und emeritierter Professor der Universität Greifswald, der besonders im Bereich der Käfer (Coleoptera) forschte.

## Leben
Gerd Müller wurde 1941 als Sohn der Blumenbinderin und Kartonagenmacherin Gertraud Müller (geborene Moser) und dem Kartonagenmachermeister Fritz Werner Müller in Meißen geboren. Nach dem Abitur 1959 und dem Grundwehrdienst studierte er ab 1961 Biologie an der Universität Greifswald, wurde dort 1966 wissenschaftlicher Assistent und wurde 1971 mit einer Arbeit über die Nebenwirkungen von Herbiziden auf Bodenarthropoden bei Rolf Keilbach promoviert. Von 1978 bis 1992 war er Kustos des Zoologischen Museums der Universität Greifswald und beschäftigte sich hauptsächlich mit der Taxonomie und Ökologie der Laufkäfer (Carabidae). Er habilitierte sich 1987 auf dem Gebiet Zoologie (damals Promotion B), erhielt 1992 eine C3-Professur für Spezielle Zoologie und war von 1996 bis 1997 geschäftsführender Direktor des Zoologischen Instituts sowie danach bis 2004 Sprecher der Fachrichtung Biologie.
Gerd Müller heiratete im Jahre 1964 Ursel Motzfeld. Aus der Ehe gingen zwei Töchter hervor. Um Verwechslungen vorzubeugen, nannte er sich seit 1978 in Publikationen Müller-Motzfeld. Er starb im Juli 2009 während seiner zwölften Expeditionsreise nach Mittelasien im Hochgebirge von Kirgisistan.

## Forschung und Naturschutz
Seine Forschungsgebiete waren die Taxonomie, die Phylogenie und die Zoogeographie von Laufkäfern, vor allem den Vertretern der Gattung Bembidion (Ahlenkäfer) in der Paläarktis, die Biodiversität der Laufkäfer in den Hochgebirgen der Ost-Paläarktis sowie die quantitative Ökofaunistik und Bioindikation mit Laufkäfern in Mitteleuropa. Müller-Motzfeld engagierte sich außerdem im Naturschutz und betreute die Checklisten und Roten Listen der Laufkäfer Mitteleuropas. Seit 1997 leitete Müller-Motzfeld zwölf wissenschaftliche Expeditionen nach Mittelasien, insbesondere nach Kirgisistan, Kasachstan, Usbekistan und Tadschikistan.
Von 1984 bis 1990 war Müller-Motzfeld Bezirksnaturschutzbeauftragter des Bezirkes Rostock. Er fungierte als Mitglied mehrerer entomologischer, zoologischer und ökologischer Gesellschaften des In- und Auslandes sowie als Sprecher des Bundesfachausschusses Entomologie im Naturschutzbund Deutschland. Darüber hinaus war er Mitglied des wissenschaftlichen Beirates der Deutschen Gesellschaft für allgemeine und angewandte Entomologie (DGaaE). Die DGaaE ehrte ihn im März 2009 mit der Verleihung der Meigen-Medaille.